# Autoserica comata
Autoserica comata är en skalbaggsart som beskrevs av Louis Burgeon 1942. Autoserica comata ingår i släktet Autoserica och familjen Melolonthidae. Inga underarter finns listade.